# Göte Grahn
Göte Grahn (1953) è un ex sciatore alpino svedese.

## Biografia
Slalomista puro cresciuto a Tärnaby e fratello di Alf, Axel, Bengt-Erik, Sune e Tore, tutti a loro volta sciatori alpini, Göte Grahn vinse il titolo nazionale svedese nel 1972 e gareggiò anche in Coppa del Mondo, senza ottenere risultati di rilievo; non prese parte a rassegne olimpiche o iridate.

## Palmarès

### Campionati svedesi
- 1 oro (slalom speciale nel 1972)[1]